# Deloyala cruciata
Deloyala cruciata es una especie de insecto coleóptero de la familia Chrysomelidae. Fue descrita en 1758 por Linnaeus.